# Alfa Romeo Giulia (952)

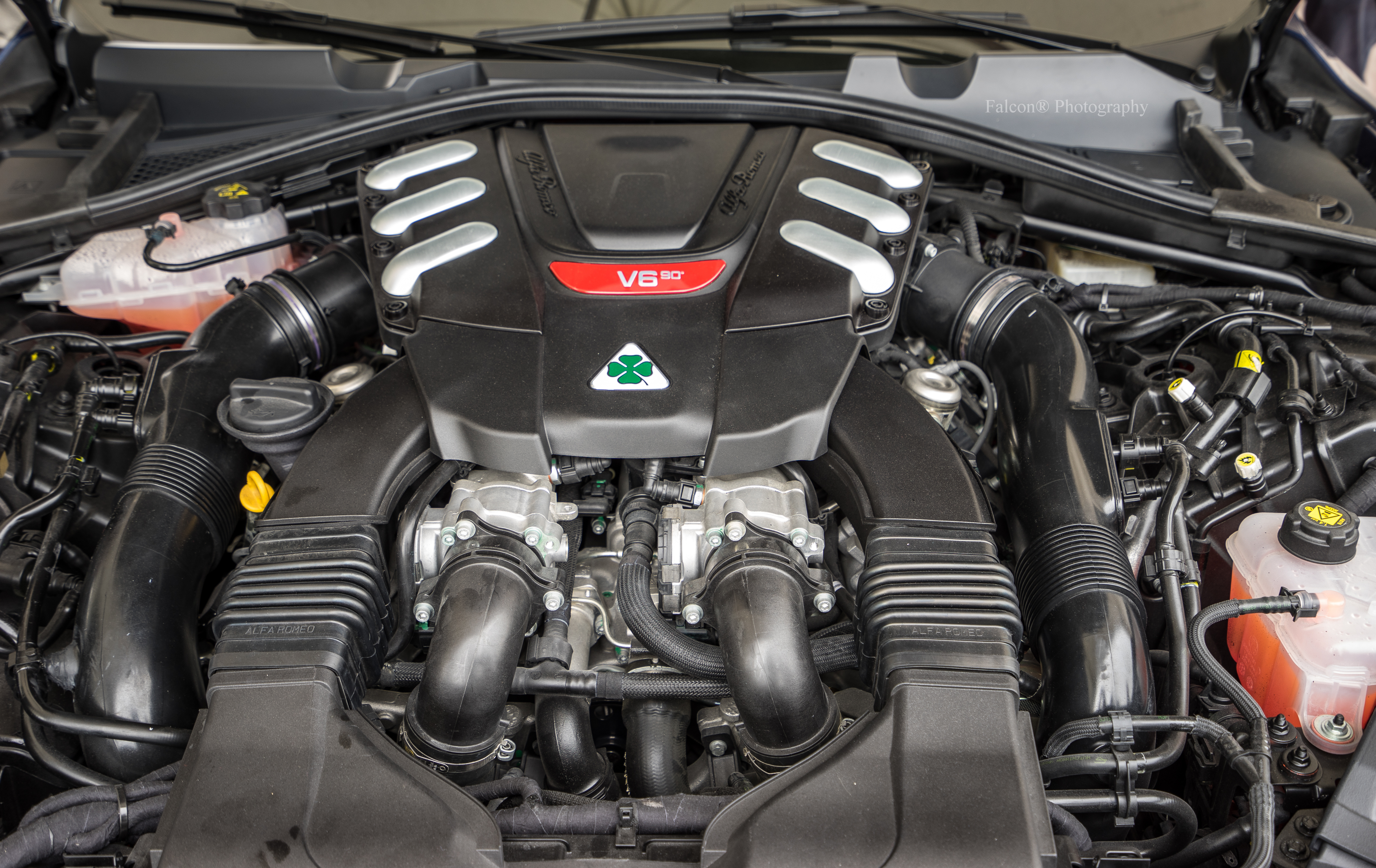
De 510 pk sterke 2,9 L V6 twin turbo motor uit de Quadrifoglio

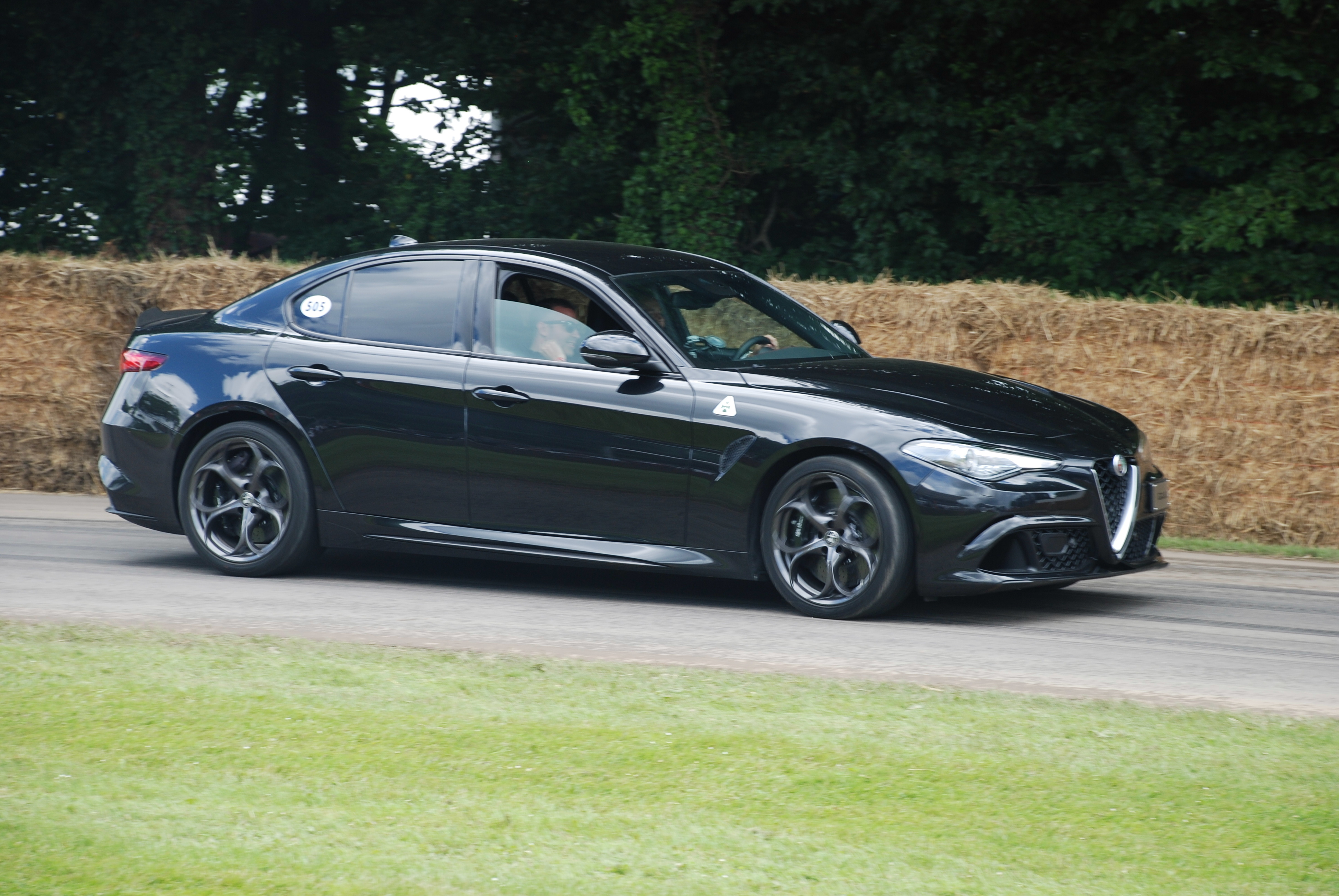
Alfa Romeo Giulia Quadrifoglio bij de Goodwood Festival of Speed

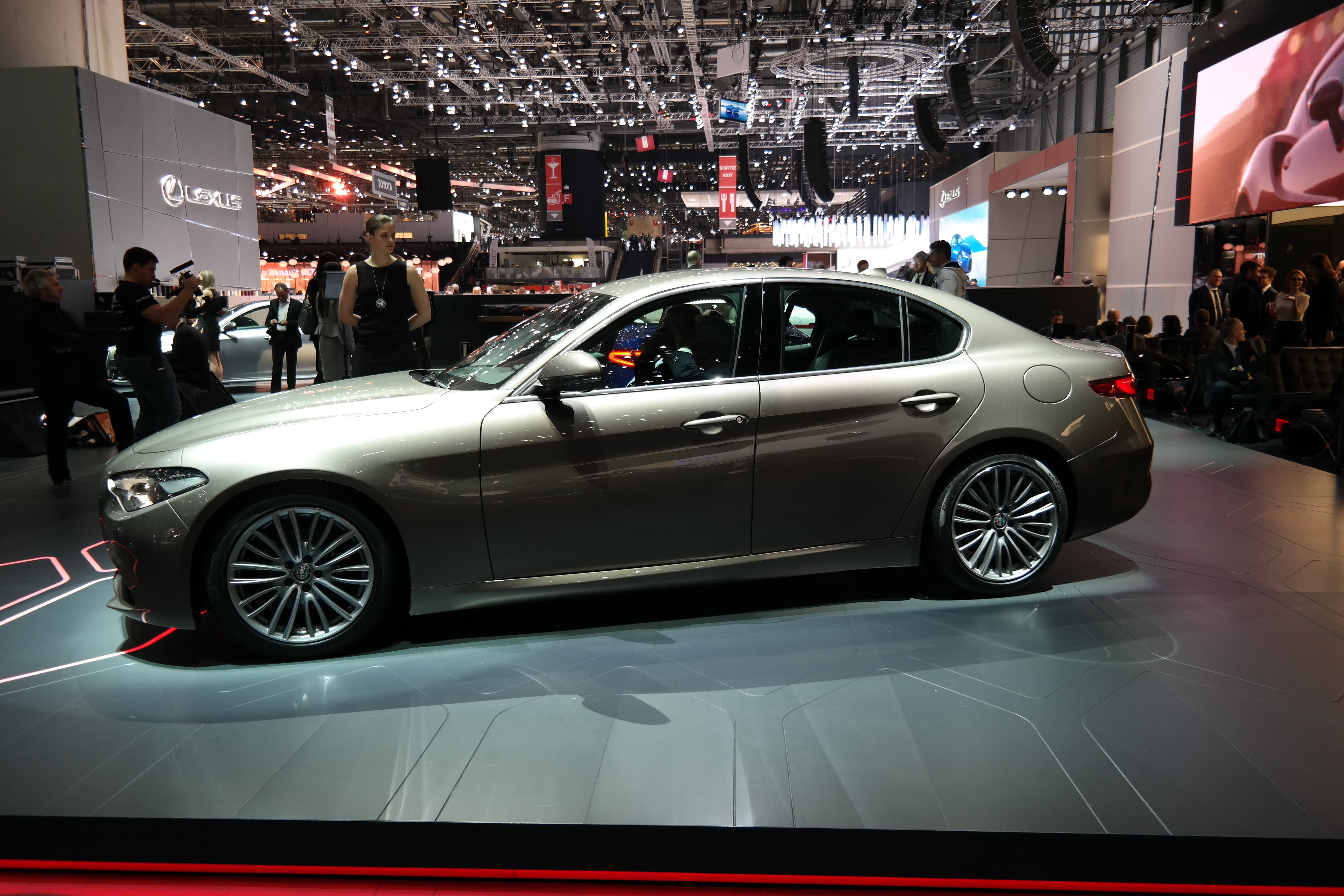
Alfa Romeo Giulia op de Autosalon van Genève 2016

De Alfa Romeo Giulia is een middenklasser van de Italiaanse autoproducent Alfa Romeo. De Alfa Romeo werd eind 2015 gepresenteerd. De Giulia heeft de BMW 3-serie en Mercedes C-Klasse als belangrijkste concurrenten. Ook de Audi A4, Lexus IS en Jaguar XE behoren tot de concurrentie.

## Achtergrond
De Alfa Romeo Giulia was belangrijk voor de 'wederopbouw' van het merk Alfa Romeo. De voorgangers van de Giulia waren voorwielaangedreven geweest, en Alfa Romeo begon het steeds moeilijker te krijgen. Met de Giulia wilde Alfa Romeo terug naar de originele aard van het merk: sportieve auto's die naast alledaags gebruik ook geschikt zijn voor op het circuit. Om dit te verwezenlijken kreeg de Giulia een motor in de lengterichting met achterwielaandrijving, iets dat sinds de Alfa 75 al 2 decennia niet meer was voorgekomen. Ook heeft de Giulia een optimale 50:50 gewichtsverdeling en een gunstige CW-waarde van 0,25. De introductie werd diverse malen uitgesteld, omdat men opnieuw naar de tekentafel ging. In 2009 kondigde Alfa aan dat de opvolger van de Alfa Romeo 159 in 2012 op de markt zou komen. Dat werd later in de loop van 2013. Uiteindelijk werd hij pas 24 juni 2015 aan de pers tentoongesteld. De naam komt van de Giulia uit de jaren 70. In tegenstelling tot concurrenten BMW, Mercedes-Benz en Audi, presenteerde Alfa Romeo eerst de krachtige Quadrifoglio, om vervolgens de minder krachtige versies daarop te baseren. Dit doet Alfa Romeo om ook de goedkopere Giulia's een sportief karakter te geven.

## Modellen

### Quadrifoglio
Aanvankelijk werd de Giulia alleen als krachtige Quadrifoglio (Q) gepresenteerd. Deze beschikt over een 2,9 liter grote V6 met twee turbo's. Het blok levert 510 pk bij 6500 tpm en het koppel van 600 Nm is al bij 2500 tpm beschikbaar. Dit vermogen gaat via een handgeschakelde zesbak naar de achterwielen. Later kwam ook de achttraps automaat. Met beide transmissies is het in combinatie met launch control mogelijk om in 3,9 seconden naar de 100 km/u te sprinten. De topsnelheid ligt op 307 km/u. Om gewicht te besparen is er een aluminium lichtgewicht constructie gebruikt, en zijn de motorkap en het dak van koolstofvezel gemaakt. Dit zorgt ervoor dat de Quadrifoglio 1524 kg weegt, wat hem de lichtste auto in zijn klasse maakt.
De Quadrifoglio heeft geventileerde keramische remschijven van 360 mm voor, en 350 mm achter. Hij beschikt over brede 285/30R19 banden achter en 245/35R19 voor. Hij is uitgerust met een elektronisch differentieel, die 100% van de kracht tussen de achterwielen kan variëren. Deze staat ook in verbinding met het ESP. Qua uiterlijk onderscheidt de Giulia Q zich door agressievere bumpers, luchtinlaten op de motorkap, de afwezigheid van mistlampen in de voorbumper, vier uitlaten en een koolstofvezel lipspoiler. In het interieur is er koolstofvezel gebruikt, en de startknop zit op het stuur. De rijmodi, selecteerbaar met de zogenaamde "DNA-knop", zijn: Dynamic, Natural, All Weather, Economy en Racing. De V6 beschikt over cilinder-uitschakeling, waarbij drie van de zes cilinders bij rustig rijgedrag worden uitgeschakeld voor een beter benzineverbruik.

### Modellen met benzinemotoren
Het instapmodel werd in februari 2016 gepresenteerd in de vorm van de 2.0T. Hier heeft de Giulia een 2,0 liter grote turbo viercilinder. Het blok levert 200 pk en 330 Nm, wat een sprint van 0-100 in 6,6 seconden mogelijk maakt. De topsnelheid bedraagt 230 km/u. Hier kan alleen voor een achttraps automaat gekozen worden. Het brandstofverbruik en de CO2-uitstoot zijn stukken beter dan de QV, namelijk 5,9 L/100 km en 138 g/km. Er is ook een 2.0T Super, met meer luxe zoals comfortabelere stoelen en een groter infotainment-scherm.
Het tussenmodel draagt de naam Veloce. Ook hier wordt dezelfde 2,0 liter viercilinder gebruikt, maar ditmaal met 280 pk en 400 Nm. De 0-100 tijd is 5,2 seconden en de topsnelheid is nu 240 km/u. In tegenstelling tot de twee andere benzinemodellen heeft de Veloce vierwielaandrijving in plaats van achterwielaandrijving.

### Modellen met dieselmotoren
In de Giulia zijn ook dieselmotoren te krijgen. In alle gevallen een 2143 cc grote turbo viercilinder, hoewel hij wordt aangeduid als 2.2 JTD. De minst krachtige heeft 136 pk en 380 Nm, waarmee hij de sprint in 8,9 seconden klaart. De Business uitvoering verbruikt 4,2 L per 100 km, de Eco Business zelfs 4,0 L/100 km. Ook de CO2 uitstoot is dan 105 g/km in plaats van 109 g/km, wat laag genoeg is voor energielabel B in plaats van C. De instapdiesel heeft altijd een handbak. De tweede trede in dieselland is de 150 pk sterke 2.2, die ook als Eco of gewone 2.2 JTD te krijgen is. De Eco business doet 0-100 in 8,4 seconden, de normale automaat in 8,2 en de normale met handbak in 8,0 seconden.
De op een na krachtigste diesel heeft 180 pk en 450 Nm. In de Business en Eco business uitvoeringen verbruikt de 180 pk sterke 2.2 even veel als de 136 pk sterke 2.2, en gaat de Giulia in 6,8 seconden naar de 100 km/u. Als Advanced Effeciency is dit de zuinigste versie van de 2.2 JTD, met 3,8 L/100 km en 99 g/km. De 0-100 tijd is nu 7,0 seconden. De enige uitvoering van de 180 pk diesel die met handbak te krijgen is is de Super. Met handbak gaat deze is 7,6 seconden naar de 100, met automaat in 7,2.
De sterkste diesel is echter de Veloce, die 210 pk en 470 Nm levert. De 0-100 tijd is hier ook 6,8 seconden, maar de topsnelheid is met 235 km/u iets hoger. Hierbij is alleen de automaat leverbaar.

## Prestaties
| Motor & transmissie | Cilinderinhoud | Vermogen (CE)        | Koppel (CE)                | Topsnelheid | 0 –100 km/h | Gecombineerd verbruik (CE) | CO2 emissies (CE) |         |
| Benzine | Benzine        | Benzine              | Benzine                    | Benzine     | Benzine     | Benzine                    | Benzine           | Benzine |
| --- | -------------- | -------------------- | -------------------------- | ----------- | ----------- | -------------------------- | ----------------- | ------- |
| 2.9 L 90° V6 24v Twin turbo MT6                                                                                                 | 2891 cc        | 510 pk bij 6.500 rpm | 600 Nm bij 2.500–5.500 rpm | 307 km/h    | 3.9 s       | 8.5 L/100 km               | 198               |         |
| 2.9 L 90° V6 24v Twin turbo AT8                                                                                                 | 2891 cc        | 510 pk bij 6.500 rpm | 600 Nm bij 2.500–5.500 rpm | 307 km/h    | 3.9 s       | 8.2 L/100 km               | 189               |         |
| 2.0 L I4 GME MultiAir Turbo AT8 Q4                                                                                              | 1995 cc        | 280 pk bij 5.250 rpm | 400 Nm bij 2.250–4.500 rpm | 250 km/h    | 4.9 s       | 6.4 L/100 km               | 152               |         |
| 2.0 L I4 GME MultiAir Turbo AT8                                                                                                 | 1995 cc        | 200 pk bij 5.000 rpm | 330 Nm bij 1.750 rpm       | 235 km/h    | 6.6 s       | 5.9 L/100 km               | 138               |         |
| Diesel |                |                      |                            |             |             |                            |                   |         |
| 2.2 L I4 Multijet II AT8 Q4 | 2143 cc        | 210 pk               | 470 Nm bij 1.750 rpm       | 235 km/h    | 6.8 s       | 4.7 L/100 km               | 122               |         |
| 2.2 L I4 Multijet II AT8 Q4 | 2143 cc        | 180 pk               | 450 Nm bij 1.750 rpm       | 230 km/h    | 6.9 s       | 4.7 L/100 km               | 122               |         |
| 2.2 L I4 Multijet II AT8 | 2143 cc        | 180 pk               | 450 Nm bij 1.750 rpm       | 230 km/h    | 7.1 s       | 4.2 L/100 km               | 109               |         |
| 2.2 L I4 Multijet II AE AT8 | 2143 cc        | 180 pk bij 3.750 rpm | 450 Nm bij 1.750 rpm       | 230 km/h    | 7.0 s       | 3.8 L/100 km               | 99                |         |
| 2.2 L I4 Multijet II MT6 | 2143 cc        | 180 pk bij 3.750 rpm | 380 Nm bij 1.750 rpm       | 230 km/h    | 7.2 s       | 4.2 L/100 km               | 109               |         |
| 2.2 L I4 Multijet II MT6 | 2143 cc        | 150 pk bij 4.000 rpm | 380 Nm bij 1.500 rpm       | 221 km/h    | 8.4 s       | 4.2 L/100 km               | 109               |         |
| 2.2 L I4 Multijet II AT8 | 2143 cc        | 150 pk bij 4.000 rpm | 450 Nm bij 1.750 rpm       | 221 km/h    | 8.2 s       | 4.2 L/100 km               | 109               |         |
| 2.2 L I4 Multijet II MT6 | 2143 cc        | 136 pk bij 4.250 rpm | 380 Nm bij 1.500 rpm       | 210 km/h    | 9.0 s       | 4.2 L/100 km               | 109               |         |
| MT6 zestraps handgeschakelde transmissie, AT8 achttraps automatische transmissie, Q4 all-wheel drive, I4 vier cilinders in lijn |                |                      |                            |             |             |                            |                   |         |

## Veiligheid
De Giulia scoorde 98% op de EuroNCAP test in juni 2016 en dit is tot dan toe de hoogste score ooit behaald door een auto. De algemene score bedroeg vijf sterren.
Bovendien bezitten alle modellen standaard een autonome noodstop (AEB), Forward Collision Warning, geïntegreerde remsystemen (IBS), Lane Departure Warning en voetgangersdetectie. De Giulia is daarnaast uitgerust met een ESC-systeem, koppel vectoring, actieve aero splitter en een actieve ophanging. De stopafstand van 100 km/h naar 0 bedraagt 38,5m voor de standaardmodellen en 32m voor de Quadrifoglio.

## Onderscheidingen
- EuroCarBody Award 2016
- Auto Europa 2017
- Das Goldene Lenkrad: De mooiste auto van 2016
- 2017 Driver’s Choice Award voor beste nieuwe luxueuze auto[11]
- 2017 Auto del Año (auto van het jaar) in het middenklasse sedan segment door Hispanic Motor Press[12]
- 2016 BBC Top Gear Magazine Awards:Car of the Year' title and the inaugural public vote for 'Car of 2016'[13]
- Beste auto 2017 - German magazine Auto, Motor und Sport
- Kroatische Auto Klub magazine award: Croauto 2017
- 2017 Nieuwkomer van het jaar, Quattroruote
- Beste “Luxury Performance Car” van 2017 door New York Daily News Autos Team[14]
- Wards 10 Best Interiors[15]
- 2017 Alfa Romeo Giulia Quadrifoglio Wins “Super Sedan” in Popular Mechanics’ Automotive Excellence Awards[16]
- 2017 10 Best Interiors List by WardsAuto
- 2017 Alfa Romeo Giulia Quadrifoglio is “Car of Texas” en “Performance Sedan of Texas” en verdiende de “Most Drives” award[17]